# Tyrique George
Tyrique Aaron Delali Yusuff George (Londra, 4 febbraio 2006) è un calciatore inglese, attaccante del Chelsea.

## Caratteristiche tecniche
Di ruolo ala sinistra, può giocare anche sul lato opposto.

## Carriera

### Club
George è cresciuto nel settore giovanile del Chelsea, con cui ha firmato il primo contratto professionistico il 17 giugno 2024. Ha debuttato in prima squadra il 29 settembre 2024 nell'incontro di Conference League perso 2-1 contro il Servette.

### Nazionale
Ha giocato nelle nazionali giovanili inglesi Under-16 Under-17, Under-18 e Under-19.

## Statistiche

### Presenze e reti nei club
Statistiche aggiornate al 10 aprile 2025.
| Stagione        | Squadra          | Campionato      | Campionato | Campionato | Coppe nazionali | Coppe nazionali | Coppe nazionali | Coppe continentali | Coppe continentali | Coppe continentali | Altre coppe | Altre coppe | Altre coppe | Totale | Totale | Totale |
| Stagione        | Squadra          | Comp            | Pres       | Reti       | Comp            | Pres            | Reti            | Comp               | Pres               | Reti               | Comp        | Pres        | Reti        | Pres   | Reti   |        |
| --------------- | ---------------- | --------------- | ---------- | ---------- | --------------- | --------------- | --------------- | ------------------ | ------------------ | ------------------ | ----------- | ----------- | ----------- | ------ | ------ | ------ |
| 2023-2024       | Chelsea Under-21 | -               | -          | -          | -               | -               | -               | -                  | -                  | -                  | FLT         | 3           | 0           | 3      | 0      |        |
| 2024-2025       | Chelsea Under-21 | -               | -          | -          | -               | -               | -               | -                  | -                  | -                  | FLT         | 1           | 0           | 1      | 0      |        |
| 2024-2025       | Chelsea          | PL              | 6          | 1          | FACup+CdL       | 2+1             | 0               | UECL               | 10                 | 1                  | Cmc         | 1           | 1           | 20     | 3      |        |
| Totale carriera | Totale carriera  | Totale carriera | 6          | 1          |                 | 3               | 0               |                    | 10                 | 1                  |             | 5           | 1           | 24     | 3      |        |

## Palmarès

### Club

#### Competizioni internazionali
- UEFA Conference League: 1

Chelsea: 2024-2025
- Coppa del mondo per club: 1

Chelsea: 2025